# Курды во Франции
Курды во Франции — лица, родившиеся или проживающие во Франции полностью или частично курдского происхождения.
Во Франции существует большая курдская община, насчитывающая около 240 000 человек.

## История иммиграции
Курдские рабочие-иммигранты из Турции впервые прибыли во Францию во второй половине 1960-х годов. Тысячи политических курдских беженцев бежали из Турции в 1970-х годах и позже, из Ирака и Ирана в 1980-х и 1990-х годах и из Сирии во время гражданской войны в Сирии.

## Политическая активность
В октябре 2014 года курды во Франции и других европейских странах прошли маршем протеста против того, что они считали сотрудничеством Турции с Исламским государством Ирака и Леванта во время осады Кобани.
25 июля 2015 года курды прошли маршем в Париже в знак протеста против турецких авиаударов в Иракском Курдистане по позициям Рабочей партии Курдистана (РПК).
12 октября 2019 года тысячи курдов во Франции прошли маршем в знак протеста против турецкого наступления 2019 года на северо-восток Сирии.